# Уткин, Владимир Александрович
Влади́мир Алекса́ндрович У́ткин (род. 1 февраля 1956, Кимовск) — заведующий кафедрой уголовно-исполнительного права и криминологии Юридического института Томского государственного университета. Профессор, доктор юридических наук. Заслуженный юрист Российской Федерации. Председатель Томского Регионального отделения Ассоциации юристов России. Председатель Общественной палаты Томской области седьмого созыва.

## Биография
В 1978 г. с отличием окончил юридический факультет Томского государственного университета и после обучения в аспирантуре в 1981 г. защитил кандидатскую диссертацию. Работал на факультете ассистентом, старшим преподавателем, доцентом, а с 1991 по 1993 гг. — заведующим кафедрой криминологии и исправительно-трудового права.
В 1990 г. защитил докторскую диссертацию, в 1992 г. ему присвоено ученое звание профессора.
С 1993 г. находился на службе в Томском филиале Республиканского института повышения квалификации МВД России, оставаясь по совместительству профессором ТГУ. В 1997 г. возвращается на основную работу в Томский государственный университет в качестве профессора кафедры уголовно-исполнительного права и криминологии. С 1999 г. — заведующий кафедрой. С 2000 по 2021 гг. — директор Юридического института Томского государственного университета.
Научная деятельность ученого направлена на совершенствование уголовного права, уголовно-исполнительного права и разработку теоретических и соответствующих практических вопросов карательно-воспитательного процесса в исправительных учреждениях, разработку аспектов правового регулирования, а также теории негосударственной профилактики рецидива преступлений при наказаниях и иных уголовно-правовых мерах, не связанных с лишением свободы. Ряд работ ученого связаны с международно-правовыми основами борьбы с преступностью.
Является автором десятков научных работ, учебников и учебных пособий по уголовному и уголовно-исполнительному праву. Под научным руководством и консультированием В. А. Уткина выполнены и защищены 26 кандидатских и 1 докторская диссертация. В 1993—1995 гг. входил в состав авторского коллектива по разработке нового Уголовно-исполнительного кодекса России.

## Награды и почётные звания
- Заслуженный юрист Российской Федерации (4 декабря 1998 г.)
- Почетный работник высшего профессионального образования РФ (19 февраля 2008 г.)
- Орден Дружбы (3 октября 2006 г.)
- Медаль «10 лет Конституции Республики Казахстан» (2005 г.)
- Медаль Министерства Юстиции РФ «Анатолий Кони» (19 декабря 2001 г.)
- Медаль Генеральной прокуратуры РФ «За взаимодействие» (29 сентября 2008 г.)
- Золотая медаль ФСИН России «За вклад в укрепление уголовно-исполнительной системы России» (12 февраля 2009 г.)
- Почётная грамота Ассоциации юристов России (2016 г.)
- Знак отличия Томской области «За заслуги в сфере образования» (2016 г.)
- Благодарность Общественной палаты Российской Федерации (2018 г.)
- Благодарственное письмо Президента Российской Федерации (6 декабря 2018 г.)

## Публикации
- Уткин В. А. О перспективах пробации в России //Уголовно-исполнительная система: право, экономика, управление. 2016. № 4. С. 5—8.
- Уткин В. А. Уголовно-исполнительная деятельность и предмет уголовно-исполнительного права //Уголовно-исполнительное право. 2016. № 2 (24). С. 39—43.
- Уткин В. А. Минимальные стандартные правила организации объединённых наций и смена уголовно-исполнительных парадигм //Международный пенитенциарный журнал. 2016. № 1 (5). С. 67—70.
- Уткин В. А. Пенитенциарные стандарты Совета Европы и векторы реформирования уголовно-исполнительной системы //Уголовно-исполнительная система: право, экономика, управление. 2016. № 1. С. 14-18.
- Уткин В. А. Концепция модернизации уголовно-исполнительной системы как доктринальный политико-правовой акт //Вестн. Том. гос. ун-та. 2018. № 431. С. 210—214.
- Уткин В. А., Киселев М. В., Савушкин С. М. «Гибридные» и «мультирежимные» пенитенциарные учреждения: преимущества и риски //Вестн. Том. гос. ун-та. Право. 2018. № 29. С. 103—113.
- Уткин В. А. Отечественная наука уголовно-исполнительного права: очерк истории //Уголовная юстиция. 2017. № 9. С. 69—77.
- Правовые проблемы укрепления российской государственности : сб. ст. Ч. 74 /ред.: С. А. Елисеев, Л. М. Прозументов, В. А. Уткин, О. И. Андреева, М. К. Свиридов, А. С. Князьков. Томск: Изд-во Том. ун-та, 2017. 196 с.
- Уткин Владимир Александрович. Администрация и персонал исправительного учреждения как субъекты уголовно-исполнительной деятельности //Вестник Кузбасского института. 2017. № 4 (33). С. 95—101.
- Уткин В. А. Судебная практика и уголовно-исполнительная политика //Международный пенитенциарный журнал. 2017. Т. 3, № 1. С. 60—63.
- Уголовно-исполнительная система: педагогика, психология и право : материалы Межрегион. науч.-практ. конф., Томск, 20-21 апр. 2017 г. Вып. 5 /кол. авт.: Том. ИКПР ФСИН России; под общ.ред.: В. А. Уткина. Томск, 2017. 268 с.
- Уткин В. А. Парадоксы штрафа //Уголовная юстиция. 2014. № 2(4). С. 9—12.
- Уткин В. А. Гибридные исправительные учреждения и международные стандарты. Уголовно-исполнительное право.2014. № 2. С. 7—11. //Уголовно-исполнительное право. 2014. № 2. С. 7-11.
- Utkin V.A. Regulating Convicts' Labour in Contemporary Russia //Labour Law in Russia: Recent Developments and New Challenges. Newcastle upon Tyne, 2014. P. 243—257.
- Уткин В. А. Лишение права занимать определённые должности или заниматься определённой деятельностью: уголовное наказание или мера безопасности? //Человек: преступление и наказание. 2013. № 3(82). С. 58—61.
- Уткин В. А. Осужденные и содержащиеся под стражей в России. По материалам специальной переписи осужденных и лиц, содержащихся под старжей, 12-18 ноября 2009 г. Москва: ИД «Юриспруденция», 2012. 938 с.
- Уткин В. А. Принципы уголовно-исполнительного права //Российский курс уголовно-ивполнительного права. В 2-х т. /под ред. В. Е. Эминова, В. Н. Орлова. Москва: МГЮА имени О. Е. Кутафина, 2012. Т. 1. Общая часть: учебник. Гл. 3. С. 74—125.

- Уткин В. А. Осуждённые в колониях-поселениях по материалам специальной переписис осужденных и лиц, содержащихся под стражей, 12—18 ноября 2009 г. Вып. № 1. Москва: ИД «Юриспруденция», 2011. 128 с.